# اندی ریتچی (شناگر)
اندی ریتچی (به انگلیسی: Andy Ritchie) (زادهٔ ۶ دسامبر ۱۹۵۸) شناگر اهل کانادا است.